# Перліс

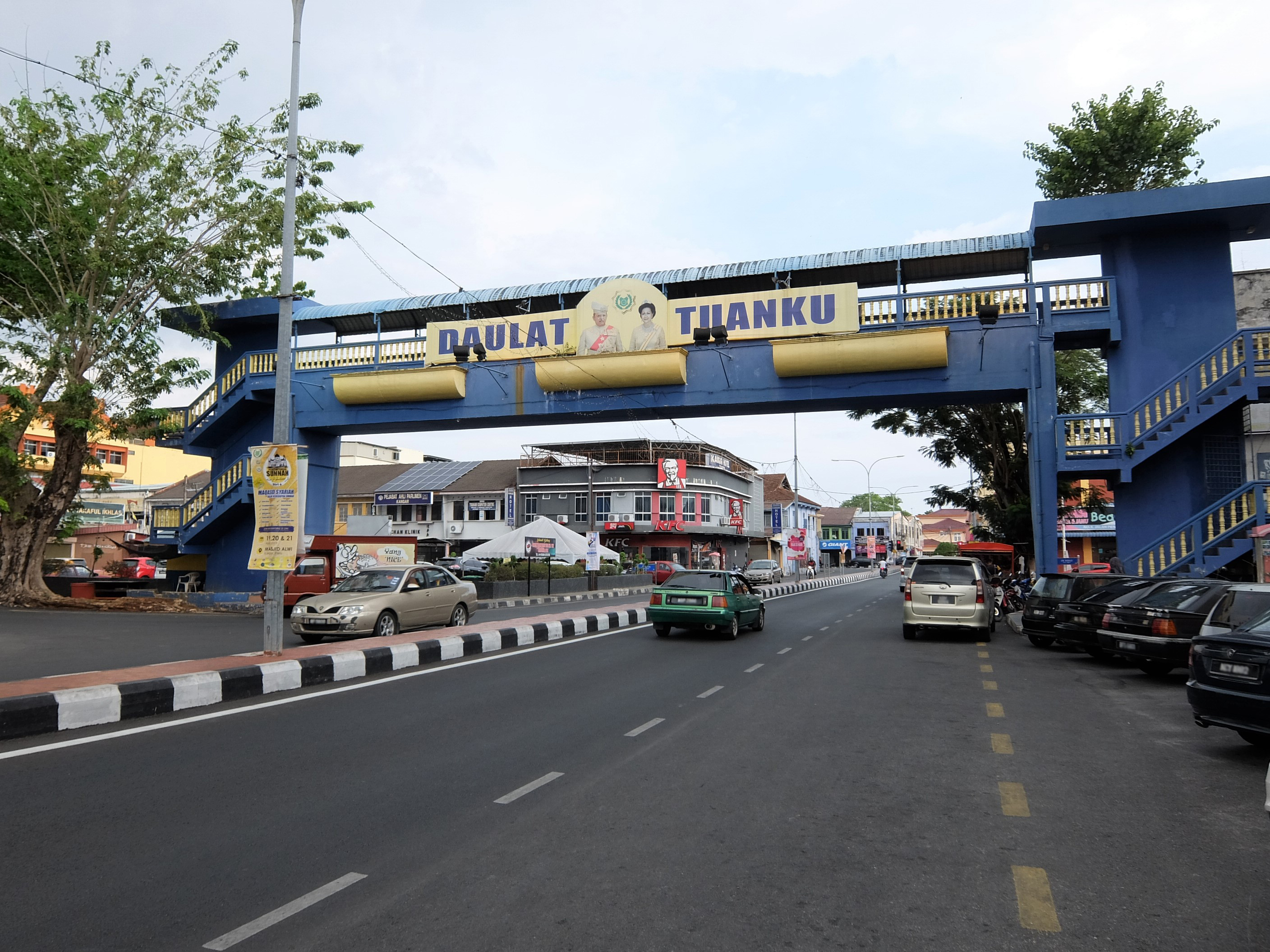
Кангар — столиця Перлісу

Перліс (малайськ. Perlis Indera Kayangan, Джаві:يرلس‎) — найменший штат Малайзії. Він розташований у північній частині західного узбережжя півострівної Малайзії і межує з провінціями Сатун і Сонгкхла Таїланду на своєму північному кордоні. На півдні межує зі штатом Кедах. Сіамці називали Перліс Palit (тай. ปะลิส), коли він знаходився під їхнім впливом.
Державний устрій — конституційна монархія (раджанат). Нинішній глава держави — раджа Туантку Сайєд Сірахуддін.
Столиця Перлісу — Кангар, а королівська столиця — Арау. Іншим важливим містом є Паданг Бесар на малайсько-таїландському кордоні. Головний порт і поромний термінал знаходиться в невеликому селі Куала-Перліс, зв'язуючи здебільшого з островом Лангкаві.

## Історія
У минулому Перліс був частиною князівства Кедах. У 1821 році Кедах був захоплений Сіамом (тоді так називався Таїланд). У 1826 році, між Англією, що закріпилася тоді на півдні Малайського півострова, і Сіамом було укладено угоду, за якою новий кордон став міжнародно визнаним. Султан Кедаху Ахмад, який понад 12 років чинив опір владі Сіаму, змушений був підкоритися. За цей час на частині території Кедаху утворилося нове князівство — Перліс, на чолі якого в 1843 р. з титулом «раджа» став онук Ахмада, Сайєд Хуссаїн. У 1909 році Сіам змушений був відмовитися від Перлісу і Кедаху на користь Англії, і Перліс в 1910 р. стає британським протекторатом. Під час Другої світової війни англійці були вигнані з Перлісу в 1942 р. японськими військами, які в 1943 р. передали це князівство Сіаму. Проте після війни Перліс був повернений під англійське панування. У 1957 році Перліс увійшов до складу Малайської Федерації, а в 1963 році — до складу Малайзії.

## Економіка
В економіці штату переважає сільське господарство: рис, цукор, трави та фрукти. Лісове господарство забезпечує виготовлення лісоматеріалів. Також важливе значення має рибний промисел. Штат докладає великих зусиль для залучення малої та середньої обробної промисловості та сфери послуг.

## Демографічне становище
Етнічний склад в Перлісі на 2000 рік: малайці (174,805 чи 79.74 %), китайці (21,058 чи 9.6 %), індійці (2,658 чи 1.21 %) та інші (20,690 чи 9.45 %).
| Релігія в Перлісі - перепис 2010 року | Релігія в Перлісі - перепис 2010 року | Релігія в Перлісі - перепис 2010 року | Релігія в Перлісі - перепис 2010 року | Релігія в Перлісі - перепис 2010 року |
| ------------------------------------- | ------------------------------------- | ------------------------------------- | ------------------------------------- | ------------------------------------- |
| Релігія                               |                                       |                                       | Відсоток                              |                                       |
| Іслам                                 | Іслам                                 |                                       | 87.9%                                 | 87.9%                                 |
| Буддизм                               | Буддизм                               |                                       | 10.0%                                 | 10.0%                                 |
| Індуїзм                               | Індуїзм                               |                                       | 0.8%                                  | 0.8%                                  |
| Християнство                          | Християнство                          |                                       | 0.6%                                  | 0.6%                                  |
| Китайські народні релігії             | Китайські народні релігії             |                                       | 0.2%                                  | 0.2%                                  |
| Інші                                  | Інші                                  |                                       | 0.3%                                  | 0.3%                                  |
| Нерелігійні                           | Нерелігійні                           |                                       | 0.2%                                  | 0.2%                                  |

## Відпочинок

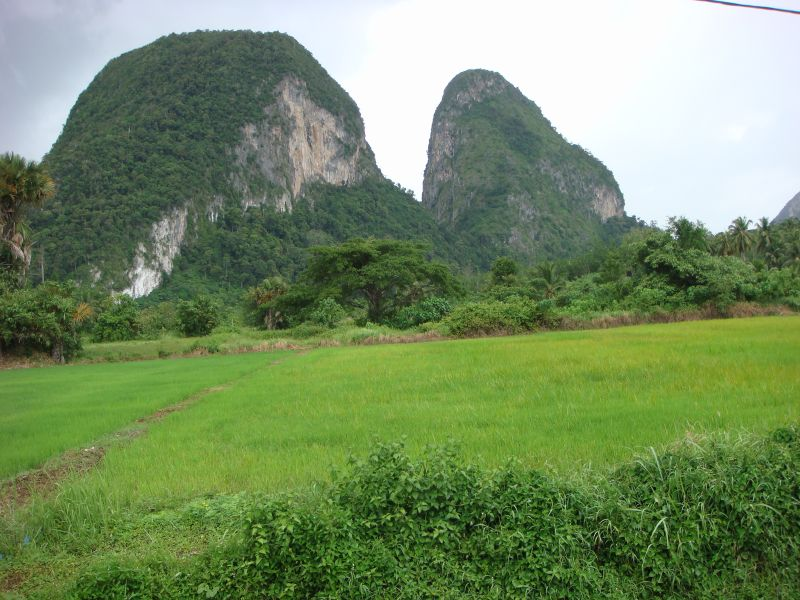
Вапнякові пагорби в Перлісі

Популярним є відкрите скелелазіння на вапнякових пагорбах Букіт Кетері, де є більш ніж 50 спортивних альпіністських маршрутів. Діапазон складності від новачка до експерта.
Перліс відомий туристам зміїною фермою і науково-дослідним центром в Сунгаї Бату Пахат і Гуа Келам та Перліським державним парком.

## Зовнішні посилання
- Official Perlis State Government web site
- Web site of His Majesty, the Raja of Perlis